# Idrottsföreningen Kamraterna Hässleholm
O IFK Hässleholm é um clube de futebol da Suécia fundado em 1905. Sua sede fica localizada em Hässleholm. A equipe está atualmente jogando na Divisão 2 Östra Götaland. Vários jogadores conhecidos jogaram no clube, incluindo o atacante internacional da Inglaterra Peter Crouch, bem como os jogadores de futebol suecos Jon Jönsson, Andreas Dahl e Tobias Linderoth. Nos últimos anos, o clube jogou na Divisão 2, que é a quarta divisão do sistema de ligas suecas de futebol. No entanto, o clube jogou no futebol da segunda divisão (Divisão 1 Södra e Divisão 2 Södra) em 1972-1974, 1975-81, 1987-1988 e 1992-1998.

## História
O clube foi fundado pelos proprietários de fábricas e entusiasta do futebol Knut Rydlund em 1905. Quando o clube começou, a equipe jogou em Linnaeus Flats até Göinge Vallen ser construído em 1910. Durante a década de 1910, o IFK Hässleholm foi considerado um dos melhores clubes de futebol da Suécia Em 1918, o time venceu o Campeonato Scaniano.
Na década de 1920, o time caiu para a Divisão 2. O clube estava sofrendo financeiramente e em 1928, o clube teve que fazer empréstimos. Ao longo dos anos, a equipe lutou para manter sua antiga glória. Na década de 1930, o clube acrescentou uma equipe de handebol que teve bastante sucesso. O time de handebol estava ofuscando o time de futebol neste momento. No entanto, a Segunda Guerra Mundial acabou com o time de futebol. Uma vez que a equipe voltou a jogar, não foi mais capaz de competir na Divisão 2. A franquia, portanto, se concentrou no handebol. Em 1948, o time de handebol venceu o Campeonato Scaniano, mas o time se desintegrou em 1980. Apesar do sucesso inicial do handebol, o futebol voltou ao topo na década de 1950. A equipe bem sucedida desembarcou de volta na Divisão 2 novamente. Em 1962, a franquia construiu um clube na Svedje Mark Street. Com algum sucesso na década de 1970, a construção de uma nova instalação de jogo foi erguida chamada Österås IP, com capacidade para 6.000. Depois disso, o clube venceu o Skåne North East de 1972 com jogadores como Bo Nilsson. Em 1973, a equipe ficou em terceiro lugar e em 1974 a equipe participou de sua primeira qualificação. O clube foi fundado pelos proprietários de fábricas e entusiasta do futebol Knut Rydlund em 1905. Quando o clube começou, a equipe jogou em Linnaeus Flats até Göinge Vallen ser construído em 1910. Durante a década de 1910, o IFK Hässleholm foi considerado um dos melhores clubes de futebol da Suécia Em 1918, o time venceu o Campeonato Scaniano.
Os melhores anos do clube foram, sem dúvida, de 1991 a 1993. Em 1991, a equipe retornou à Divisão 1 e em 1993 quase chegou a Allsvenskan. O sucesso da equipe impulsionou multidões até 8.500, 1.500 fãs acima da capacidade. No ano de 2000 houve uma mudança dramática no clube depois que Peter Crouch e Alton Thelwell foram emprestados do Tottenham Hotspur. Seu empréstimo trouxe nova atenção ao clube, resultando em Jon Jönsson sendo contratado pelos Spurs.
O IFK Hässleholm é afiliado ao Skånes Fotbollförbund. Os rivais locais Hässleholms IF jogam na mesma divisão.
Nos últimos anos, o clube tem sido uma base para muitos jogadores sul-africanos que vêm para a Suécia, para aclimatá-los antes de passar para outros clubes suecos. O exemplo mais notável é Tokelo Rantie em Malmö, mas jogadores como May Mahlangu e Ayanda Nkili também jogaram aqui.
Os melhores anos do clube foram, sem dúvida, de 1991 a 1993. Em 1991, a equipe retornou à Divisão 1 e em 1993 quase chegou a Allsvenskan. O sucesso da equipe impulsionou multidões até 8.500, 1.500 fãs acima da capacidade. No ano de 2000 houve uma mudança dramática no clube depois que Peter Crouch e Alton Thelwell foram emprestados do Tottenham Hotspur. Seu empréstimo trouxe nova atenção ao clube, resultando em Jon Jönsson sendo contratado pelos Spurs.
O IFK Hässleholm é afiliado ao Skånes Fotbollförbund. Os rivais locais Hässleholms IF jogam na mesma divisão.
Nos últimos anos, o clube tem sido uma base para muitos jogadores sul-africanos que vêm para a Suécia, para aclimatá-los antes de passar para outros clubes suecos. O exemplo mais notável é Tokelo Rantie em Malmö FF, mas jogadores como May Mahlangu e Ayanda Nkili também jogaram aqui.

## Temporada a temporada
| \| Estação \| Nível \| Divisão \| Seção \| Posição \| Movimentos \| \| ---------------- \| ------- \| --------- \| ------------------ \| ------- \| ------------------------------------ \| \| 1993] \| Nível 2 \| Divisão 1 \| Sodra \| 2º \| Playoffs de promoção \| \| [[Divisão 1 1994 \| Nível 2 \| Divisão 1 \| Sodra \| 3º \| \| \| 1995 \| Nível 2 \| Divisão 1 \| Sodra \| 8º \| \| \| 1996 \| Nível 2 \| Divisão 1 \| Sodra \| 6º \| \| \| 1997 \| Nível 2 \| Divisão 1 \| Sodra \| 7º \| \| \| 1998 \| Nível 2 \| Divisão 1 \| Sodra \| 12 \| Rebaixado \| \| 1999 \| Nível 3 \| Divisão 2 \| Södra Götaland \| 4º \| \| \| 2000 \| Nível 3 \| Divisão 2 \| Södra Götaland \| 10 \| Playoffs de rebaixamento – Rebaixado \| \| 2001 \| Nível 4 \| Divisão 3 \| Sodra Götaland \| 1º \| Promovido \| \| 2002 \| Nível 3 \| Divisão 2 \| Södra Götaland \| 4º \| \| \| 2003 \| Nível 3 \| Divisão 2 \| Södra Götaland \| 8º \| \| \| 2004 \| Nível 3 \| Divisão 2 \| Södra Götaland \| 3º \| \| \| 2005 \| Nível 3 \| Divisão 2 \| Södra Götaland \| 3º \| \| \| 2006* \| Nível 3 \| Divisão 1 \| Sodra \| 13º \| Rebaixado \| \| 2007 \| Nível 4 \| Divisão 2 \| Sodra Götaland \| 7º \| \| \| 2008 \| Nível 4 \| Divisão 2 \| Sodra Götaland \| 5º \| \| \| 2009 \| Nível 4 \| Divisão 2 \| Sodra Götaland \| 6º \| \| \| 2010 \| Nível 4 \| Divisão 2 \| Östra Götaland \| 10 \| Playoffs de rebaixamento – Rebaixado \| \| 2011 \| Nível 5 \| Divisão 3 \| Sydvastra Götaland \| \| \| '* A reestruturação da Liga em 2006 resultou na criação de uma nova divisão no Tier 3 e divisões subsequentes caindo de nível. |         |           |                    |         |                                      |
| Estação | Nível   | Divisão   | Seção              | Posição | Movimentos                           |
| 1993] | Nível 2 | Divisão 1 | Sodra              | 2º      | Playoffs de promoção                 |
| [[Divisão 1 1994 | Nível 2 | Divisão 1 | Sodra              | 3º      |                                      |
| 1995 | Nível 2 | Divisão 1 | Sodra              | 8º      |                                      |
| 1996 | Nível 2 | Divisão 1 | Sodra              | 6º      |                                      |
| 1997 | Nível 2 | Divisão 1 | Sodra              | 7º      |                                      |
| 1998 | Nível 2 | Divisão 1 | Sodra              | 12      | Rebaixado                            |
| 1999 | Nível 3 | Divisão 2 | Södra Götaland     | 4º      |                                      |
| 2000 | Nível 3 | Divisão 2 | Södra Götaland     | 10      | Playoffs de rebaixamento – Rebaixado |
| 2001 | Nível 4 | Divisão 3 | Sodra Götaland     | 1º      | Promovido                            |
| 2002 | Nível 3 | Divisão 2 | Södra Götaland     | 4º      |                                      |
| 2003 | Nível 3 | Divisão 2 | Södra Götaland     | 8º      |                                      |
| 2004 | Nível 3 | Divisão 2 | Södra Götaland     | 3º      |                                      |
| 2005 | Nível 3 | Divisão 2 | Södra Götaland     | 3º      |                                      |
| 2006* | Nível 3 | Divisão 1 | Sodra              | 13º     | Rebaixado                            |
| 2007 | Nível 4 | Divisão 2 | Sodra Götaland     | 7º      |                                      |
| 2008 | Nível 4 | Divisão 2 | Sodra Götaland     | 5º      |                                      |
| 2009 | Nível 4 | Divisão 2 | Sodra Götaland     | 6º      |                                      |
| 2010 | Nível 4 | Divisão 2 | Östra Götaland     | 10      | Playoffs de rebaixamento – Rebaixado |
| 2011 | Nível 5 | Divisão 3 | Sydvastra Götaland |         |                                      |

## Conquistas

### Liga
- Divisão 1 Södra:
  - Vencedores (1): 1993

- Divisão 3 Södra:
  - Vencedores (1): 2001